# Alexandra von Berckholtz

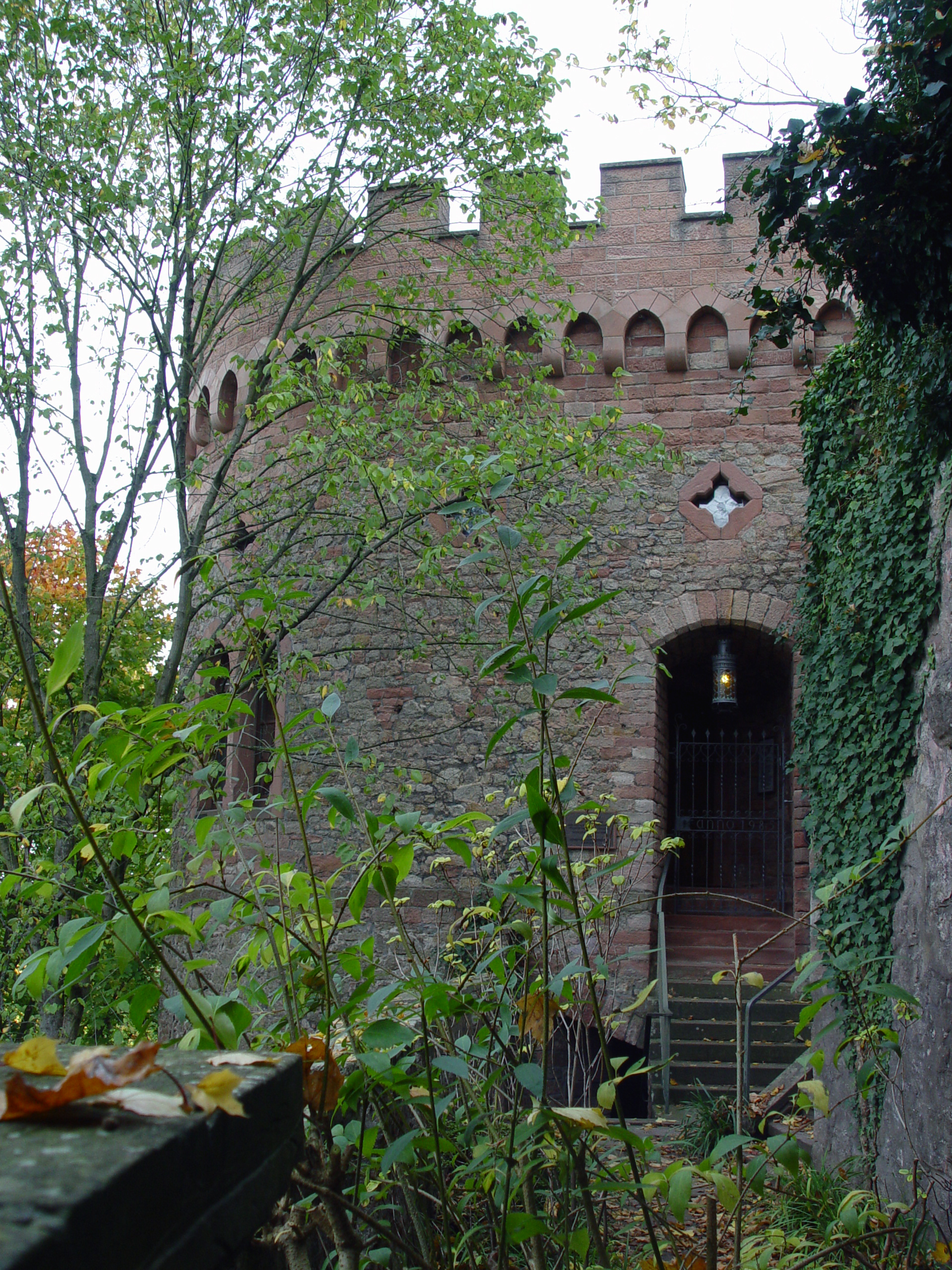
Der Malerturm

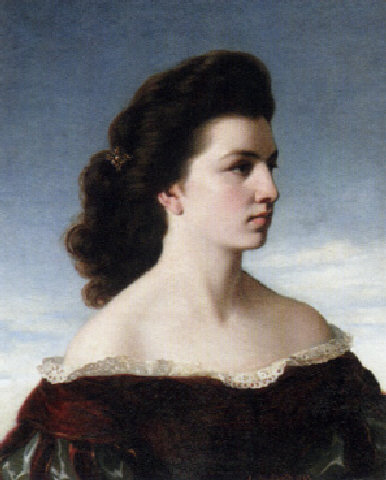
Porträtbildnis einer jungen Frau, 1863

Alexandra von Berckholtz (* 26. August 1821 in Riga; † 16. März 1899 in München) war eine deutsch-baltische Malerin, die hauptsächlich Porträts und Stillleben erschuf.

## Leben
1825 wanderte ihre Familie von Riga aus und ließ sich nach fünf Jahren des Reisens durch Europa in Baden nieder. Berckholtz wuchs weiter auf in Karlsruhe und auf Schloss Ortenberg bei Offenburg, das ihr Vater, Baron Gabriel Leonhard von Berckholtz (1781–1863), von 1833 bis 1843 durch Friedrich Eisenlohr wiederaufbauen ließ.
Ihre künstlerische Ausbildung erhielt sie unter anderem 1841 bei Louis Wagner in Karlsruhe, 1848 bei Joseph Nicolas Robert-Fleury in Paris und 1854 bei dem hohenzollernschen Hofmaler Richard Lauchert in Karlsruhe. 1854 porträtierte er Alexandra von Berckholtz auch in einem großformatigen Kniestück, das seine Schülerin mit dem Zeichenblock vor einer Landschaft sitzend zeigt. Vermutlich war sie auch Schülerin von Franz Xaver Winterhalter, Ludwig des Coudres und Hans Canon. Berckholtz richtete sich ein Atelier auf einem Turm des Schlosses Ortenberg ein, dem sogenannten Malerturm.
1865 ging sie nach München, wo sie von Franz von Lenbach, Vertretern der Piloty-Schule wie Alexander von Liezen-Mayer, der Blumenmalerin Therese Hegg und dem Stilllebenmaler Adam Kurz beeinflusst wurde. Sie malte vor allem repräsentative Persönlichkeiten der Gesellschaft wie auch Familienangehörige, wobei ihr Schwerpunkt auf dem Damenbildnis lag. Daneben entstanden Stillleben in Öl und Tempera sowie zahlreiche Pastelle und Aquarelle. 1880 stiftete sie das Glasgemälde Christus am Kreuz für die St. Petri-Kirche in Riga.

## Werke (Auswahl)
Bildnisse:
- Bildnis Melanie von Campenhausen (1815–1901), Aquarell 1844
- Bildnis Freifrau Amalie von Brück, geb. Freiin von Rottenhoff (1825–1878), 1846
- Bildnis Barbara von Berckholtz, geb. Schröder (1785–1859), Mutter der Künstlerin, um 1850
- Bildnis Johanna Gräfin von Enzenberg (1822–1904), geb. von Maydell, 1854
- Bildnis Elisabeth von Offensandt, geborene von Berckholtz (1814–1892), Schwester der Künstlerin, 1860
- Bildnis Luise von Schkopp (1851–1944), 11 Jahre alt (ca. 1862): 2 Bilder
- Bildnis des Malers Feodor Dietz, 1863
- Bildnis Alexandra von Offensandt (1840–1921), Nichte der Künstlerin, 1864
- Bildnis Charlotte von Kotzebue, geb. von Tempel (1808–1889)
- Bildnis Marie Scheffel (1829–1857), Schwester des Dichters Joseph Viktor von Scheffel
- Bildnis des Sprachforschers Karl Philipp Reiff
- Bildnis Sophie Freifrau von Moltke, geb. von Berckholtz (1810–1878), Schwester der Künstlerin, 1866
- Bildnis Florence Osborn; ausgestellt: München, Internationale Kunstausstellung 1869 (Katalog zur I. Internationalen Kunstausstellung im Königlichen Glaspalaste zu München, C. Wolf & Sohn, München 1869, Nr. 981)
- Bildnis Alexandra von Bodman, geborene von Offensandt-Berckholtz (1840–1921), Ehefrau von Johann Ferdinand von und zu Bodman
- Bildnis Gräfin Maria von Moy de Sons, geb. Freiin von Aretin (1836–1904)
- Bildnis Bertha von Schilcher
- Bildnis Freifrau von Treuberg
- Bildnis Freifrau von Tiesenhausen, Gattin des Marine-Malers Freiherr Paul von Tiesenhausen

Stillleben:
- Stilleben; ausgestellt: München, Internationale Jubiläumsausstellung 1888 (Illustrierter Katalog der III. Internationalen Kunstausstellung (Münchener Jubiläumsausstellung) im Königlichen Glaspalaste zu München 1888, Verlagsanstalt für Kunst und Wissenschaft, München 1888 Nr. 609).
- Rote Anemonen: ausgestellt: Münchener Jahresausstellung von Kunstwerken Aller Nationen im königl. Glaspalaste 1889 (Illustrierter Katalog der  Bruckmannsche Buchdruckerei, München 1889, Nr. 77).
- Gelbe Rosen; ausgestellt: Münchener Jahresausstellung von Kunstwerken Aller Nationen im königl. Glaspalaste 1890 ((Illustrierter Katalog, Franz Hanfstaengl, München 1890), Nr. 97b).
- Blumen / Bohnen; ausgestellt: Münchener Jahresausstellung von Kunstwerken Aller Nationen im kgl. Glaspalaste 1891 (Illustrierter Katalog, Franz Hanfstaengl, München 1891, Nr. 106a, b.
- Früchtestilleben; ausgestellt: Münchener Jahresausstellung von Kunstwerken aller Nationen im Kgl. GlaspalaIast (llustrierter Katalog, Franz Hanfstaengl, München 1893, Nr. 100).
- Granatäpfek; ausgestellt: Münchener Jahresausstellung von Kunstwerken Aller Nationen im Kgl. Glaspalaste 1894 (Illustrirter Katalog, Franz Hanfstaengl, München 1894), Nr. 64).
- Granatäpfel / Japanische Anemonen; ausgestellt: Große Berliner Kunstausstellung 1895, Nr. 102, 103.
- Päonie / Pfirsische und Traube / Pflaumen; ausgestellt: Große Berliner Kunstausstellung 1897 (Katalog, Rudolf Schuster, Berlin 1897, Nr. 137, 138, 139)